# Nöddökilens naturreservat

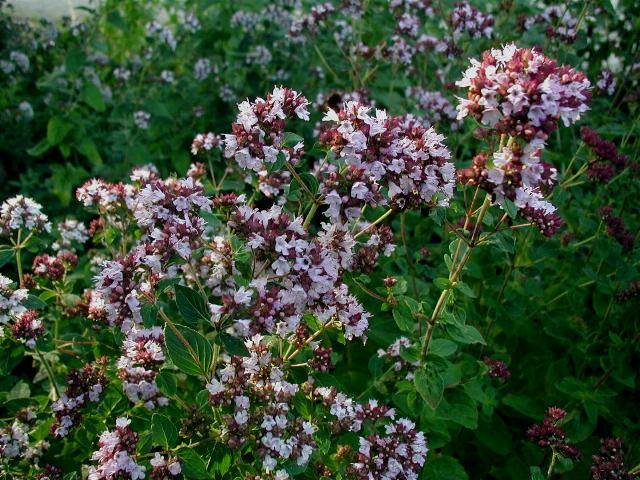
Kungsmynta

Nöddökilen är ett naturreservat i Tjärnö socken i Strömstads kommun i Bohuslän.
Området är skyddat sedan 1970 och omfattar 50 hektar. Det ligger söder om Strömstad och består av en mycket grund havsvik.
Bottnen i havsviken består av lersediment och är oftast blottlagd vid lågvatten. Kilens inre delar omges av ett flackt landskap vilka ofta översvämmas. Detta har skapat förutsättningar för ett rikt fågelliv. Både under häckningssäsongen och flyttningsperioderna ses många intressanta arter. Där har noterats som t.ex. gluttsnäppa, brushane, rödbena och häger. Eftersom det är ett fågelskyddsområde föreligger tillträdesförbud under våren.
Artrikedomen är stor på strandängarna och fastmarksängarna. Högre upp finns torräng och lövsnår med apel, brakved, hartsros, olvon, rönn, slån och vårtbjörk. I fältskiktet noteras blåsippa, gullviva och kungsmynta.
Området ingår i EU:s ekologiska nätverk av skyddade områden, Natura 2000.